# Plataoniscus griseus
Plataoniscus griseus är en kräftdjursart som först beskrevs av Dollfus1897.  Plataoniscus griseus ingår i släktet Plataoniscus och familjen Balloniscidae. Inga underarter finns listade i Catalogue of Life.